# Ruisseau de la Biche
Le ruisseau de la Biche est un ruisseau qui coule dans le département du Jura en Bourgogne-Franche-Comté. C'est un affluent rive gauche de la Loue, donc un sous-affluent du Rhône par le Doubs et la Saône.

## Géographie
Long de douze kilomètres, le ruisseau de la Biche prend sa source dans la commune de Montigny-lès-Arsures au lieu dit "Les Folasses" sous le nom de "Le Froideau" et s'écoule ensuite vers le nord. En aval de Villeneuve-d'Aval, il est rejoint en rive gauche par le Saron et prend le nom de ruisseau de la Biche. Arrivé dans la commune de Chamblay, il oblique à l'ouest en contournant le village par le nord avant de rejoindre la Loue.

### Communes et cantons traversés
Dans le seul département du Jura le ruisseau de la Biche traverse quatre communes : Montigny-lès-Arsures, Villeneuve-d'Aval, Ecleux et Chamblay.

### Bassin versant
Le ruisseau de la Biche traverse une seule zone hydrographique :  U264 (La Loue de la Larine à la Cuisance)

## Affluents
Le ruisseau de la Biche a un seul affluent (rive gauche) référencé : le Saron
Son nombre de Strahler est donc de 2

## Hydrologie
Le ruisseau de la Biche présente des fluctuations saisonnières de débit assez marquées. .